# Lövträd

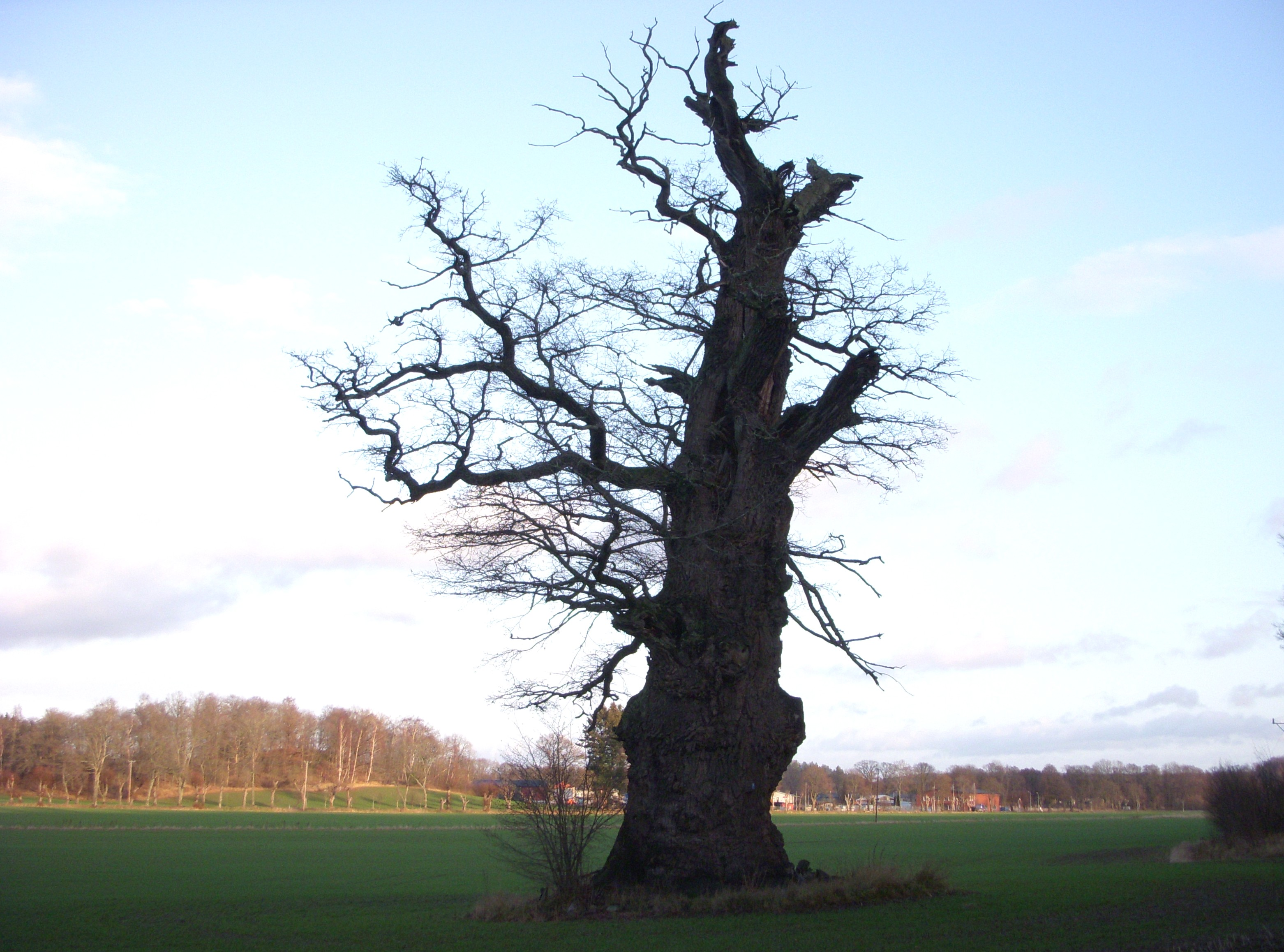
Ekebyhovseken är Sveriges största lövträd.

Lövträd är träd vars blad (löven) i motsats till barrträdens barr, är tunna och platta. Dock räknas inte träslag som bär löv generellt till lövträden, utan man brukar enbart se tvåhjärtbladiga växter som egentliga lövträd, vilket innebär att tempelträd, palmer, kottepalmer och trädormbunkar inte räknas som lövträd trots att de bär löv. Virket från lövträd kallas lövträ. Med lövsly avses unga lövträd utan ekonomiskt värde för skogsbruket. 

## Utbredning
I tropiska och subtropiska områden är lövträd helt dominerande och är vanligen gröna året om. På grund av bladens begränsade livslängd sker dock en viss fällning året om. I vissa delar av världen sker fällningen inför en torrperiod och i andra delar inför en köldperiod. Det senare är vanligt på våra breddgrader. 

## Svenskt rekordträd
Sveriges största levande lövträd räknad efter volym är Ekebyhovseken i Ekerö kommun. Eken kan vara omkring 500 år gammal. År 1956 förklarades trädet för naturminne.

## Bildgalleri

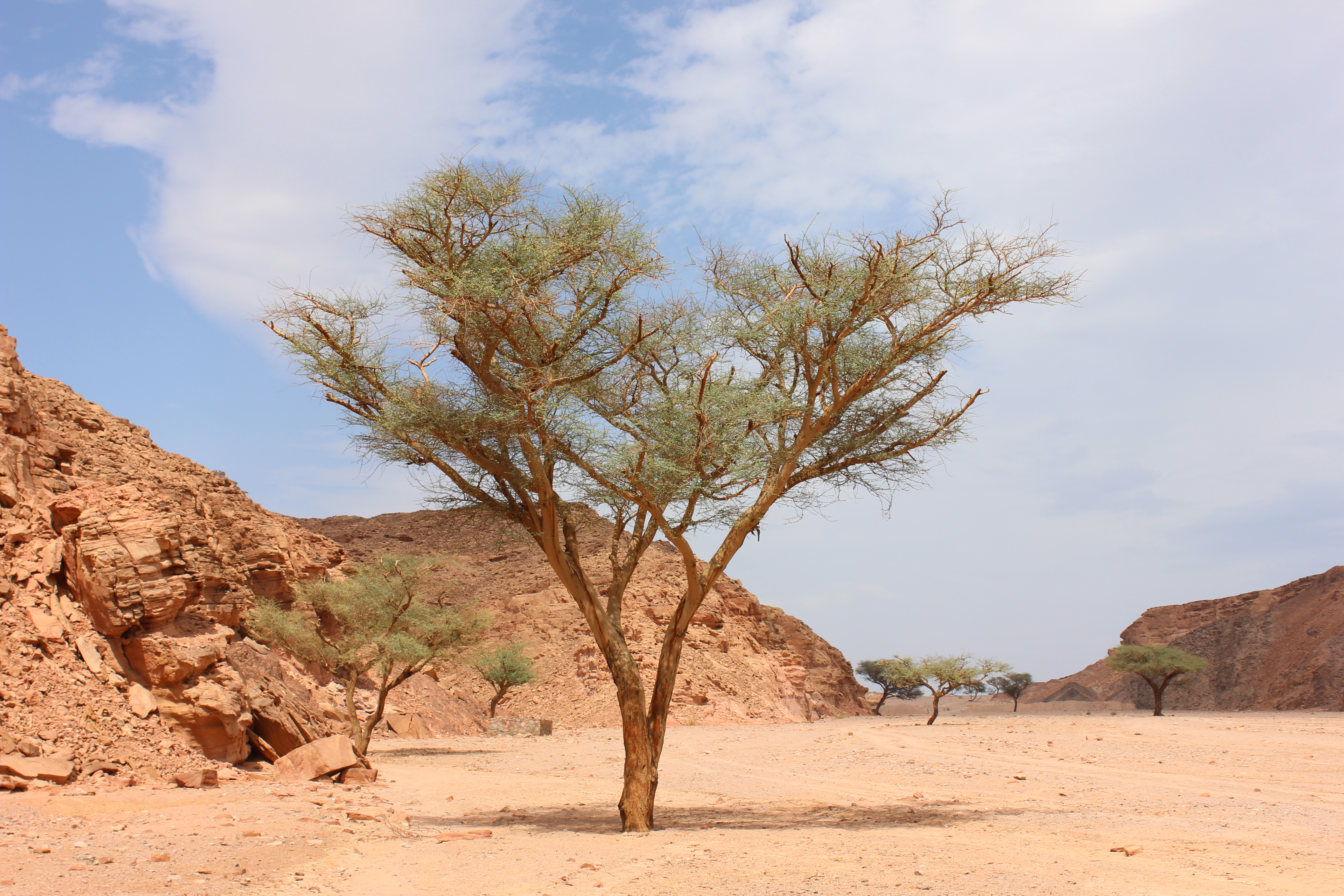
Akacia, på Sinaihalvön.
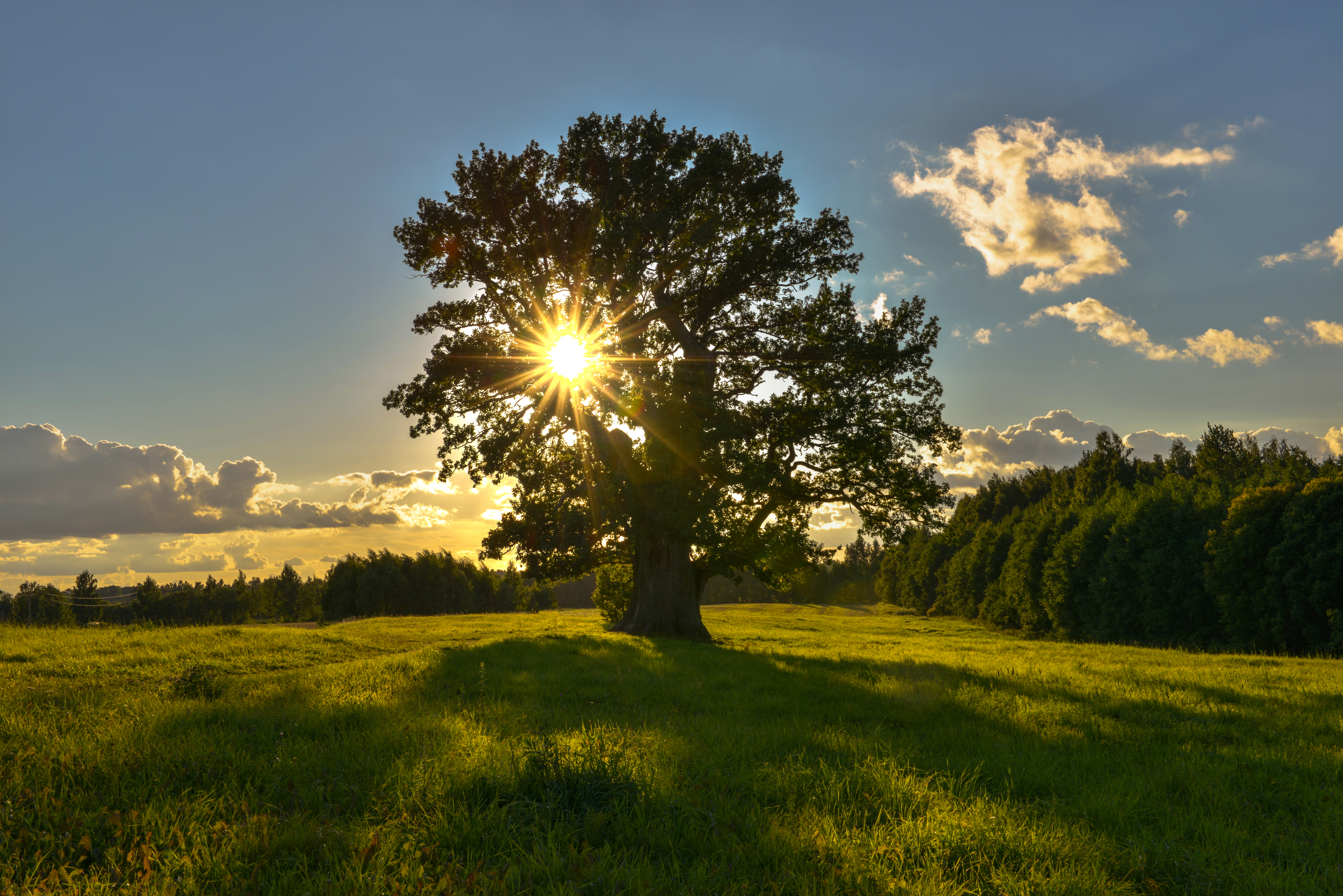
Tamme-Lauri ek, i Estland)
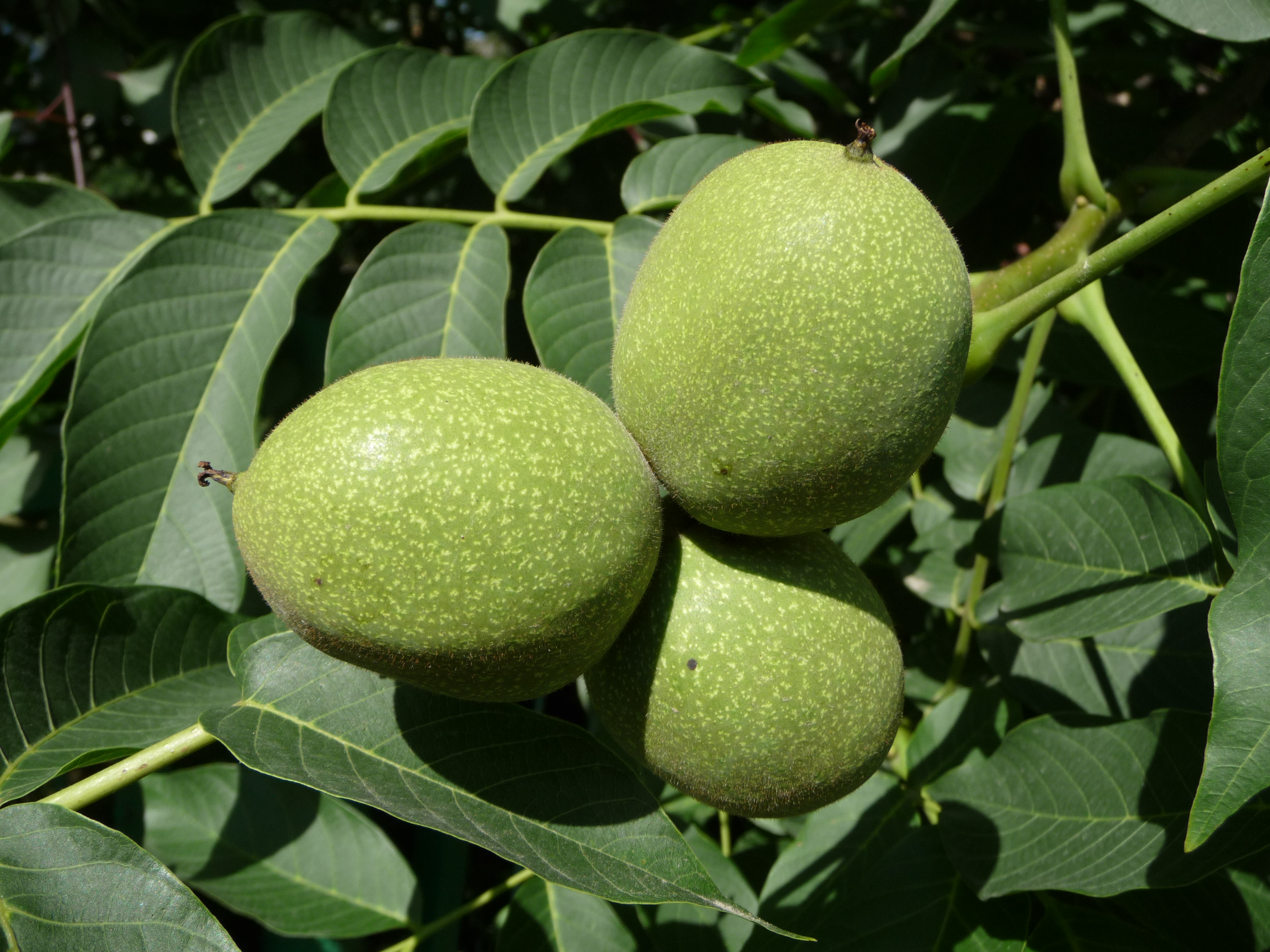
Valnötsträd (närbild på blad och valnöt).
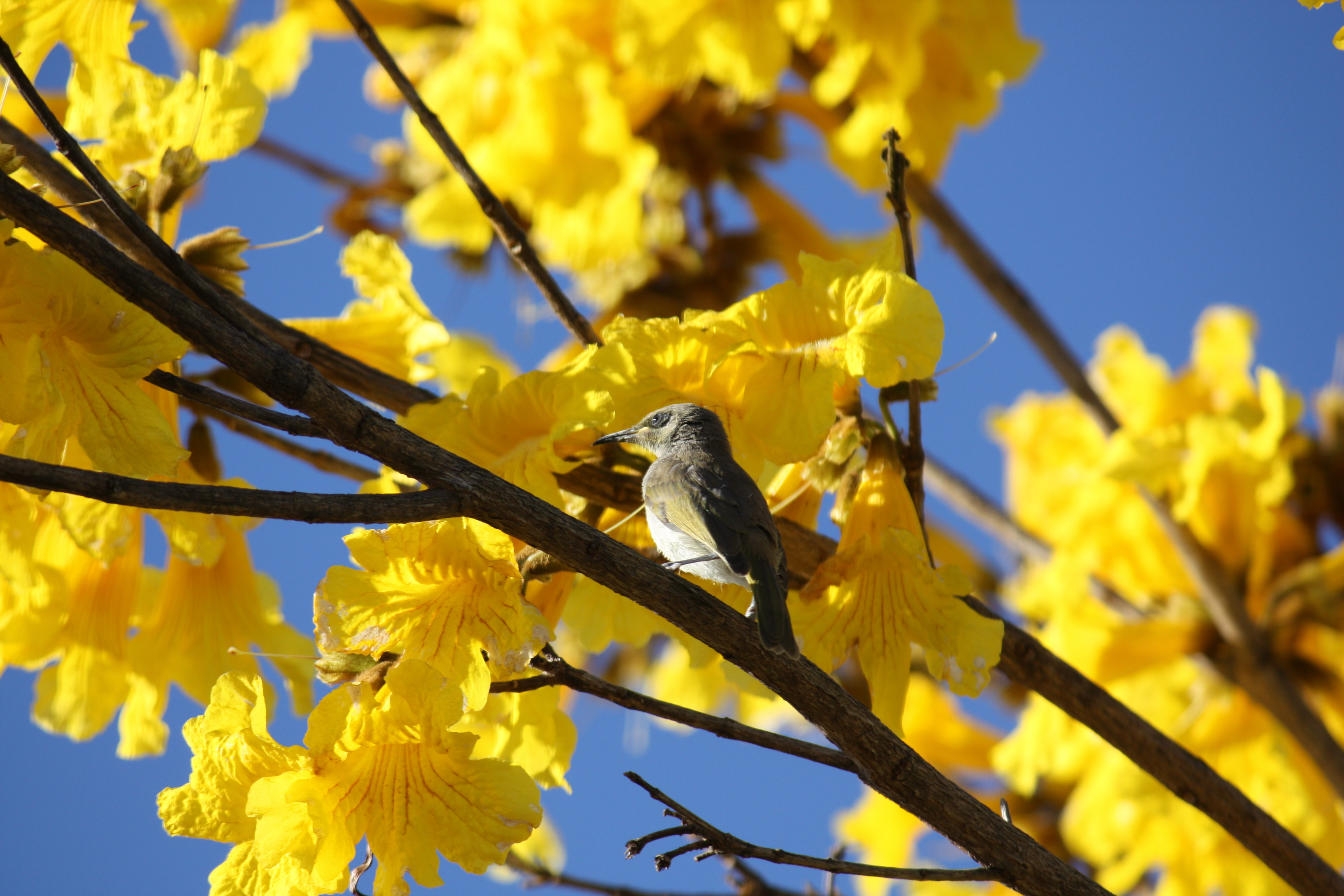
Den storblommande Handroanthus chrysanthus.
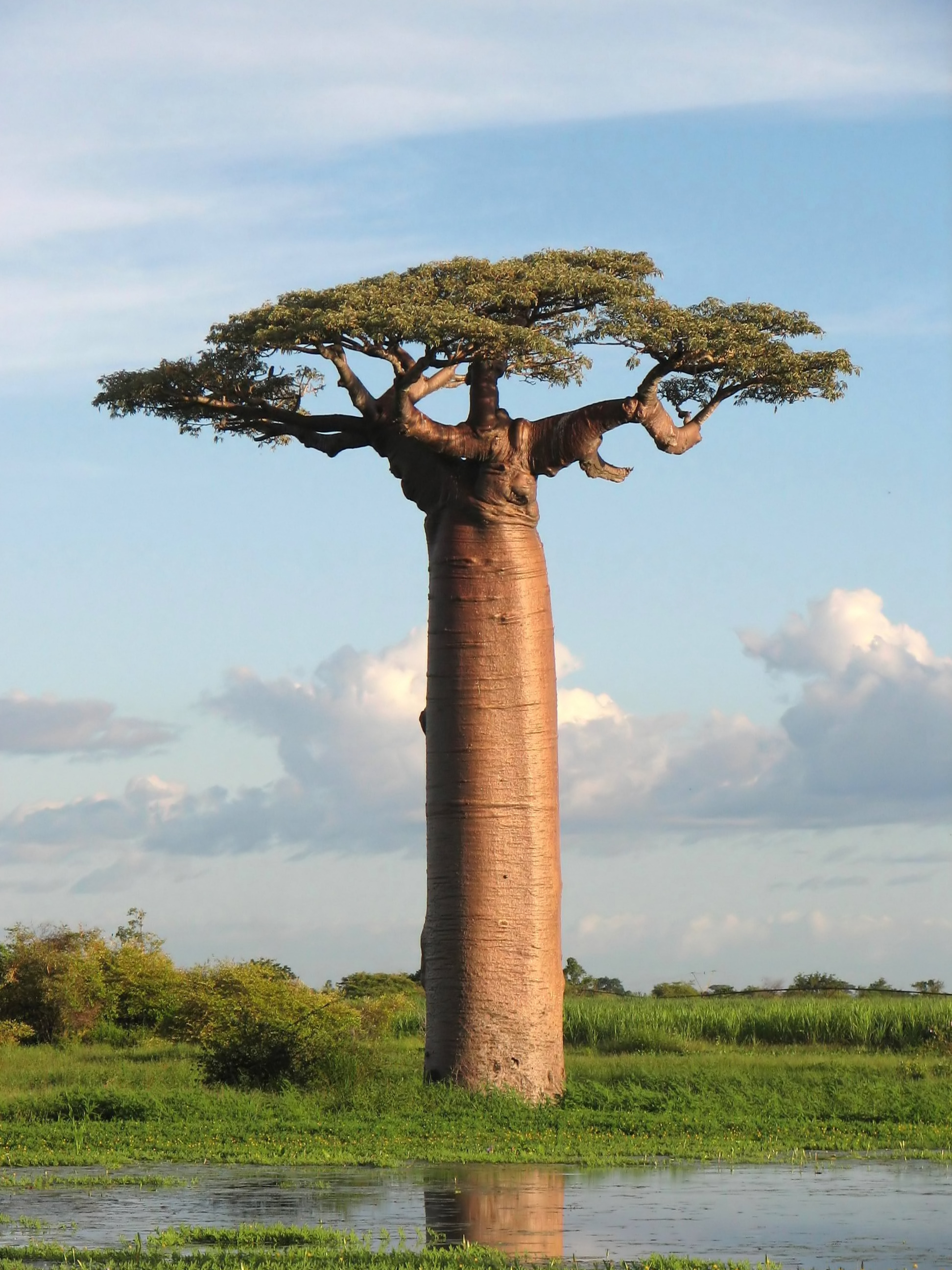
Baobab, på Madagaskar.
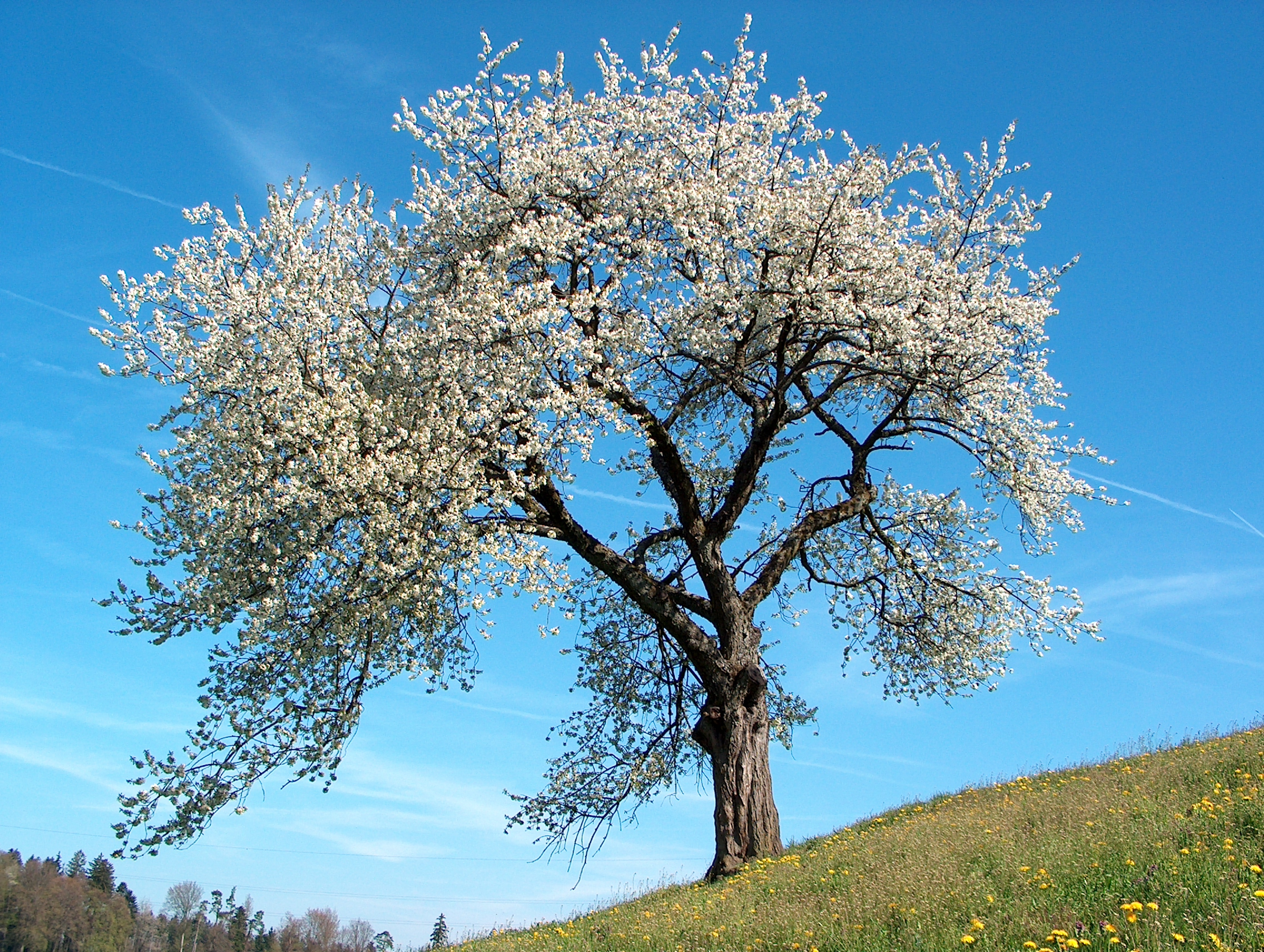
Blommande körsbärsträd, i Schweiz.